# NGC 6369
NGC 6369 (také Malý duch) je planetární mlhovina v souhvězdí Hadonoše. Objevil ji William Herschel 21. května 1784.

## Pozorování

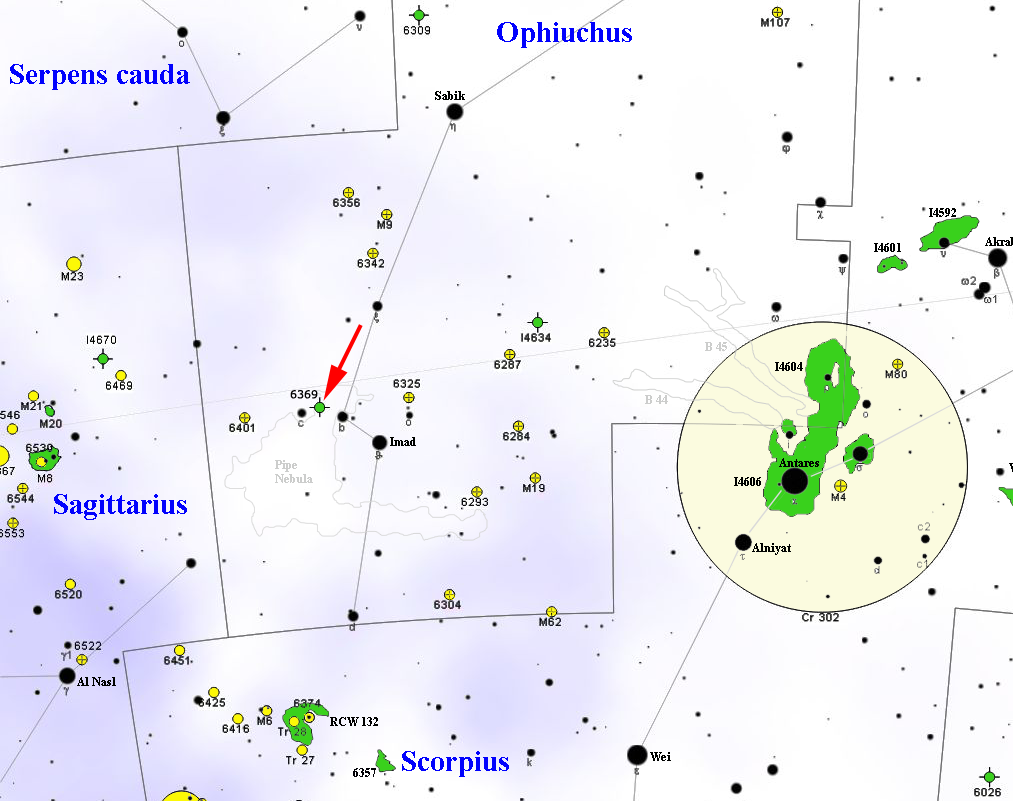
Poloha NGC 6369 v souhvězdí Hadonoše

Mlhovina se na obloze nachází v jižní části souhvězdí a dá se snadno vyhledat pomocí hvězdy θ Ophiuchi, u níž se severovýchodním směrem nachází hvězda 44 Ophiuchi a ještě dále 51 Ophiuchi, od které mlhovina leží půl stupně severozápadním směrem. V těsném okolí mlhoviny se nenachází téměř žádné hvězdy, protože tuto oblast zakrývá temná mlhovina Dýmka. NGC 6369 je obtížně viditelná i v dalekohledu o průměru 100 mm, ale prstencový vzhled mlhoviny je viditelný až dalekohledy o průměru 200 mm vybavenými astronomickým mlhovinovým filtrem OIII.
Díky její výrazné jižní deklinaci je tato mlhovina nejlépe pozorovatelná z oblastí jižní polokoule, ale dá se pozorovat i ze středních oblastí severního mírného podnebného pásu. Nejvhodnější období pro její pozorování na večerní obloze je od června do října.

## Historie pozorování
Tuto mlhovinu jako první pozoroval William Herschel 21. května 1784 pomocí zrcadlového dalekohledu a popsal ji jako velmi výrazný, kulatý a zřetelně ohraničený kotouček. V katalogu New General Catalogue, vydaném o sto let později, je uvedena zkrácená podoba tohoto popisu.

## Vlastnosti
Mlhovina je velmi nápadná, má zřetelně prstencový oválný vzhled a z jejích okrajů vychází několik slabých vláknitých útvarů. Odhady vzdálenosti mlhoviny od Země mají velký rozsah od 2 000 do 5 000 světelných let, takže se nachází buď na vnitřním okraji ramene Orionu, nebo uvnitř ramene Střelce.
Ústřední hvězda, ze které mlhovina pochází, je viditelná uvnitř jejího prstence, ovšem neleží přímo uprostřed, nýbrž je od středu mírně posunutá západním směrem. Jde o pulzujícího bílého trpaslíka (označovaného V2310 Ophiuchi), který vyzařuje silné ultrafialové záření a tím rozpíná a ionizuje plyn mlhoviny, který hvězda odvrhla na konci svého hvězdného vývoje.
Při pozorování v oblasti rádiových vln je třetí nejjasnější planetární mlhovinou na obloze. Ústřední hvězda mohla mít před zhroucením hmotnost pravděpodobně větší než 1 až 1,5 hmotnosti Slunce, ale k upřesnění této hodnoty chybí určení hojnosti uhlíku v této mlhovině. V tomto období má ústřední hvězda povrchovou teplotu přibližně 70 000 K,
hmotnost 0,65 hmotností Slunce a hvězdnou velikost 15,6.